# Franciszek Armiński
Franciszek Armiński (n. 2 octombrie 1789, Tymbark - d. 14 ianuarie 1848, Varșovia) a fost un astronom polonez.
A fost profesor de matematică la Universitatea din Varșovia și director al Observatorului Astronomic din Parcul Łazienki. Pentru serviciile sale, a fost decorat în anul 1824 cu Ordinul Sf. Stanislaus. Printr-o decizie a Uniunii Astronomice Internaționale din anul 1976, un crater de pe Lună poartă numele lui Franciszek Armiński.